# Нова Ляля
Нова Ля́ля (рос. Новая Ляля) — місто, центр Новолялинського міського округу Свердловської області.

## Географія
Місто розташоване на річці Ляля, за 282 км від Єкатеринбургу.

## Населення
Населення — 12734 особи (2010, 14584 у 2002).

## Економіка
- Новолялинський целюлозно-паперовий завод (раніше комбінат)
- Новолялинський ліспромгосп
- Хлібокомбінат

## Персоналії
- Криницина Маргарита Василівна (1932—2005) — українська і радянська акторка.